# گلویاقوتی چینی
گلویاقوتی چینی (نام علمی: Calliope tschebaiewi) نام یک گونه از سرده خوش‌آواز است.